# The Big Turnaround
The Big Turnaround è un film statunitense del 1988 diretto da Joe Cranston.
È un film d'azione con Luis Latino, Rick Le Fever e Ty Randolph.

## Produzione
Il film, diretto da Joe Cranston su una sceneggiatura di Luis Johnston, fu prodotto da Joe Cranston e James A. Reed per la Dove Productions. Il titolo di lavorazione fu Turnaround.

## Distribuzione
Il film fu distribuito negli Stati Uniti nel 1988.